# Aeroporto Internacional Camilo Daza
O Aeroporto Internacional Camilo Daza (em castelhano:  Aeropuerto Internacional Camilo Daza) (IATA: CUC, ICAO: SKCC) é um aeroporto colombiano localizado a 5 km do centro da cidade de Cúcuta, no departamento de Norte de Santander.

## Companhias Aéreas e Destinos
| Companhias                       | Cidades                                         | Aliança       |
| -------------------------------- | ----------------------------------------------- | ------------- |
| Aerolínea de Antioquia 1 destino | Doméstico (1): Medellín                         | N/A           |
| Avianca 2 destinos               | Domésticos (2): Bogotá / Medellín               | Star Alliance |
| EasyFly 3 destinos               | Domésticos (3): Arauca / Bucaramanga / Medellín | N/A           |
| LATAM Colômbia 1 destino         | Doméstico (1): Bogotá                           | Oneworld      |